# Первомайська сільська рада (Стерлітамацький район)
Первома́йська сільська рада (рос. Первомайский сельский совет) — муніципальне утворення у складі Стерлітамацького району Башкортостану, Росія. Адміністративний центр — село Первомайське.

## Населення
Населення — 2358 осіб (2019, 2725 в 2010, 2901 в 2002).

## Склад
До складу поселення входять такі населені пункти:
| Населений пункт                     | Населення, осіб (2002) | Населення, осіб (2010) |
| ----------------------------------- | ---------------------- | ---------------------- |
| Абдрахманово, присілок              | 276                    | 260                    |
| Бегеняш, присілок                   | 334                    | 290                    |
| Владимировка, присілок              | 39                     | 40                     |
| Дергачевка, присілок                | 345                    | 298                    |
| Константино-Александровка, присілок | 19                     | 21                     |
| Красноармійська, присілок           | 272                    | 245                    |
| Кузьминовка, присілок               | 249                    | 251                    |
| Матвієвка, присілок                 | 199                    | 206                    |
| Новоабдрахманово, присілок          | 25                     | 38                     |
| Первомайське, село                  | 977                    | 918                    |
| Соколовка, присілок                 | 158                    | 160                    |
| Федоро-Петровка, присілок           | 8                      | 2                      |